# Robert Kucharczyk
Robert Kucharczyk – polski fizyk, dr hab., profesor nadzwyczajny Instytutu Fizyki Doświadczalnej i prodziekan Wydziału Fizyki i Astronomii Uniwersytetu Wrocławskiego.

## Życiorys
11 stycznia 1994 obronił pracę doktorską Struktura elektronowa supersieci, następnie uzyskał stopień doktora habilitowanego. Otrzymał nominację profesorską. Objął funkcję profesora nadzwyczajnego w Instytucie Fizyki Doświadczalnej, a także prodziekana na Wydziale Fizyki i Astronomii Uniwersytetu Wrocławskiego.